# Kerepäälse
Kerepäälse – wieś w Estonii, w prowincji Võru, w gminie Vastseliina. 